# Mike Smith (cestista 1976)
Michael Smith, detto Mike (West Monroe, 15 aprile 1976), è un ex cestista statunitense, professionista nella NBA, in Europa e in Sudamerica.

## Carriera
È stato selezionato dai Washington Wizards al secondo giro del Draft NBA 2000 (35ª scelta assoluta).